# Morges-Saint-Prex Red Devils Basketball
Les Morges-Saint-Prex Red Devils Basketball sont un club de basket-ball suisse de la région morgienne, dans le canton de Vaud. Le club est né en 2017 de la fusion du BBC St-Prex et de Morges Basket.
Le club évolue en ligue nationale B, la deuxième division suisse. L'équipe est entraînée par l'Espagnol Fran Leon Sedano.

## Historique
Les Morges-Saint-Prex Red Devils Basketball sont issus de la fusions entre le Basketball Club St-Prex et Morges Basket en 2017. L'équipe débute en ligue nationale B, la deuxième division helvétique avec le Français Michel Perrin comme entraîneur,.
Réparti à l'origine sur les deux communes, le siège du club est officiellement installé à Morges durant la première saison.
En mars 2023, le comité monte un dossier pour permettre la promotion en Swiss Basketball League, la première division nationale. Le dossier est cependant refusé faute de ressources financières suffisantes.
Michel Perrin quitte son poste d'entraîneur à l'issue de la saison 2023-2024 et est remplacé par l'Espagnol Fran Leon Sedano,.

## Résultats par saison
| Saison    | V-D  | Pts | Class. saison régulière | Résultats en play-offs                                               |
| --------- | ---- | --- | ----------------------- | -------------------------------------------------------------------- |
| 2017-2018 | 14-7 | 28  | 3e                      | Élimination en demi-finales contre Villars Basket (0-2).             |
| 2018-2019 | 13-5 | 26  | 2e                      | Élimination en demi-finales contre Meyrin Basket (0-2).              |
| 2019-2020 | 10-6 | 26  | 3e                      | Pas de play-offs en raison de la pandémie de Covid-19.               |
| 2020-2021 | 4-5  | 13  | 5e                      | Élimination en quarts de finales contre Académie Fribourg U23 (0-2). |
| 2021-2022 | 16-4 | 36  | 2e                      | Élimination en quarts de finales contre Pully Lausanne Foxes (0-2).  |
| 2022-2023 | 14-8 | 28  | 3e                      | Défaite en finale contre Pully Lausanne Foxes (2-3)                  |
| 2023-2024 | 19-7 | 40  | 3e                      | Élimination en demi-finales contre Villars Basket (0-2).             |

## Entraîneurs
- 2017-2024 :  Michel Perrin[6]
- Depuis 2024 :  Fran Leon Sedano[6]